# Vieques
Vieques er en ø og en kommune tilhørende Puerto Rico i Caribien. Vieques ligger 13 km øst for hovedøen og er 34 km lang og 6 km bred. I år 2000 fandtes 9.106 indbyggere.
Øen blev sammen med resten af Puerto Rico amerikansk i 1898 efter Spaniens nederlag i Den spansk-amerikanske krig.